# Canton de Valence-3
Le canton de Valence-3 est une circonscription électorale française située dans le département de la Drôme en région Auvergne-Rhône-Alpes, dans l'arrondissement de Valence.
À la suite du redécoupage cantonal de 2014, les limites territoriales du canton sont remaniées.

## Histoire
Le canton de Valence-I a été créé par décret du 23 juillet 1973 à la suite du démantèlement des anciens cantons de Valence-Nord et Valence-Sud.
Il a été modifié par décret du 24 décembre 1984 à l'occasion de la création du canton de Valence-4.
Un nouveau découpage territorial de la Drôme entre en vigueur à l'occasion des élections départementales de mars 2015, défini par le décret du 20 février 2014, en application des lois du 17 mai 2013 (loi organique 2013-402 et loi 2013-403). Les conseillers départementaux sont, à compter de ces élections, élus au scrutin majoritaire binominal mixte. Les électeurs de chaque canton élisent au Conseil départemental, nouvelle appellation du Conseil général, deux membres de sexe différent, qui se présentent en binôme de candidats. Les conseillers départementaux sont élus pour 6 ans au scrutin binominal majoritaire à deux tours, l'accès au second tour nécessitant 12,5 % des inscrits au 1er tour. En outre la totalité des conseillers départementaux est renouvelée. Ce nouveau mode de scrutin nécessite un redécoupage des cantons dont le nombre est divisé par deux avec arrondi à l'unité impaire supérieure si ce nombre n'est pas entier impair, assorti de conditions de seuils minimaux. Dans la Drôme, le nombre de cantons passe ainsi de 36 à 19. La composition du canton de Valence-3 est remaniée.
Le nouveau canton de Valence-3 est formé de communes des anciens cantons de Portes-lès-Valence (4 communes) et d'une fraction de la commune de Valence. Le canton est entièrement inclus dans l'arrondissement de Valence. Le bureau centralisateur est situé à Valence.

## Représentation

### Représentation de 1973 à 2015
| Période | Période | Identité           | Étiquette    | Qualité |
| ------- | ------- | ------------------ | ------------ | --- |
| 1973    | 1979    | Rodolphe Pesce     | PS           | Enseignant Maire de Valence de 1977 à 1995 Député de 1978 à 1988                                                    |
| 1979    | 1985    | Pierre Favrat      | PS           | Adjoint au maire de Valence Élu en 1985 dans le Canton de Valence-4                                                 |
| 1985    | 1994    | Rodolphe Pesce     | PS           | Maire de Valence de 1977 à 1995 Député de 1978 à 1988 Président du Conseil général de 1985 à 1992                   |
| 1994    | 2008    | Michel Tavan       | RPR puis RPF | Inspecteur divisionnaire de police (renseignements généraux) retraité                                               |
| 2008    | 2015    | Pierre-Jean Veyret | PS           | Directeur de la communication à Bourg-lès-Valence Conseiller municipal de Valence Vice-président du Conseil général |

### Représentation depuis 2015
| Période élective | Période élective | Mandat       | Mandat                   | Identité         | Nuance | Nuance | Qualité                                                                                               |
| ---------------- | ---------------- | ------------ | ------------------------ | ---------------- | ------ | ------ | --- |
| 2015             | 2021             | 2015         | janvier 2016 (démission) | Nicolas Daragon  |        | LR     | Maire de Valence                                                                                      |
| 2015             | 2021             | janvier 2016 | 2021                     | Franck Soulignac |        | LR     | Adjoint au maire de Valence                                                                           |
| 2015             | 2021             | 2015         | 2021                     | Geneviève Girard |        | UDI    | Maire de Portes-lès-Valence                                                                           |
| 2021             | 2028             | 2021         | en cours                 | Geneviève Girard |        | UDI    | Conseillère sortante                                                                                  |
| 2021             | 2028             | 2021         | en cours                 | Franck Soulignac |        | LR     | Cadre dans l'aménagement urbain puis collaborateur de cabinet, conseiller sortant, 1er Vice-Président |

|}
À l'issue du 1er tour des élections départementales de 2015, deux binômes sont en ballotage : Nicolas Daragon et Geneviève Girard (Union de la Droite, 42,1 %) et Claude Chinnici et Antonieta Pourbaix (FN, 21,43 %). Le taux de participation est de 51,2 % (11 480 votants sur 22 421 inscrits) contre 53,14 % au niveau départemental et 50,17 % au niveau national.
Au second tour, Nicolas Daragon et Geneviève Girard (Union de la Droite) sont élus avec 73,21 % des suffrages exprimés et un taux de participation de 50,35 % (7 128 voix pour 11 288 votants et 22 421 inscrits).

## Composition

### Composition avant 2015

Localisation du canton de Valence-3 dans le département de la Drôme de 1984 à 2015.

Lors de sa création, le canton de Valence-III se composait de la portion de territoire de la ville de Valence déterminée par l'axe des voies ci-après : à l'Est, limite de la commune de Valence de la route nationale n° 92 au centre hospitalier point Sud du canton (le centre hospitalier étant inclus dans ce canton), au Sud-Ouest, croisement du chemin de Robinson avec le chemin du Thon, chemin du Thon, rue des Frères-Montgolfier, rue Hugues-Lebon, rue J.-H.-Fabre, à l'Ouest, du croisement de la rue J.-H.-Fabre avec la rue Mathieu-de-la-Drôme au croisement de la rue Deroclon avec le chemin du Ruisseau, rue Berlioz, rue Pont-du-Gât, rue de Coulmiers, rue des Alpes, rue de Mulhouse, place Lamartine, rue La Pérouse, rue de l'Armée-Belge, place Gardon, rue de Coulmiers, rue du 4-Septembre, rue Jean-Jaurès, avenue de Chabeuil, rue Montplaisir et, au Nord-Ouest, avenue de Romans et route nationale n° 92 (jusqu'à la limite de la commune de Valence).
Son territoire est réduit par décret du 24 décembre 1984 ; il est alors composé de la portion de territoire de la ville de Valence délimitée par la limite de la commune de Bourg-lès-Valence entre l'avenue de la Marne et la R.N. 532 (avenue de Romans), la limite de la commune de Saint-Marcel-lès-Valence de la R.N. 532 à la route de Montélier et l'axe des voies ci-après : route de Montélier (jusqu'à la rue Beethoven), rue Beethoven, rue Mozart, boulevard Winston-Churchill, rue Georges-Bonnet, avenue du Maréchal-de-Lattre-de-Tassigny, rue du 8-Mai-1945, avenue du Vercors, avenue de Chabeuil, avenue de Combe-Valaurie, avenue du Grand-Charran, rue Thiers, rue Marx-Dormoy, rue du 4-Septembre, rue Jean-Jaurès (jusqu'à l'avenue de Chabeuil), avenue de Chabeuil, rue Montplaisir, avenue de Romans (jusqu'au croisement de l'avenue de la Marne), avenue de la Marne.
Quartiers de Valence inclus dans le canton :
- Chamberlière
- Le Plan
- Petit Charran
- Polygone

### Composition depuis 2015
| Nom                             | Code Insee | Intercommunalité        | Superficie (km2) | Population (dernière pop. légale)                | Densité (hab./km2) | Modifier                                    |
| ------------------------------- | ---------- | ----------------------- | ---------------- | ------------------------------------------------ | ------------------ | ------------------------------------------- |
| Valence (bureau centralisateur) | 26362      | CA Valence Romans Agglo | 36,69            | Fraction : 14 651 (2022) Commune : 64 288 (2022) | 1 752              | modifier les données · modifier les données |
| Beaumont-lès-Valence            | 26037      | CA Valence Romans Agglo | 17,61            | 4 272 (2022)                                     | 243                | modifier les données · modifier les données |
| Beauvallon                      | 26042      | CA Valence Romans Agglo | 3,12             | 1 638 (2022)                                     | 525                | modifier les données · modifier les données |
| Montéléger                      | 26196      | CA Valence Romans Agglo | 9,45             | 1 670 (2022)                                     | 177                | modifier les données · modifier les données |
| Portes-lès-Valence              | 26252      | CA Valence Romans Agglo | 14,43            | 10 369 (2022)                                    | 719                | modifier les données · modifier les données |
| Canton de Valence-3             | 2617       |                         |                  | 32 600 (2022)                                    |                    | modifier les données                        |

Le nouveau canton de Valence-3 comprend :
1. quatre communes entières,
2. la partie de la commune de Valence située au sud d'une ligne définie par l'axe des voies et limites suivantes : depuis la limite territoriale de la commune de Guilherand-Granges, pont Frédéric-Mistral, avenue de Provence, avenue de la Comète, avenue Maurice-Faure, rue François-Mésangère, avenue Victor-Hugo, rue de la Cécile, rue Paul-Bert, rue Joseph-Corcelle, cours Voltaire, rue Châteauvert, chemin du Thon, rue des Moulins, rue Jean-Pierre-Florian, chemin de Robinson, chemin de Laprat, chemin du Colombier, boulevard du Maréchal-Juin, chemin des Baumes, avenue des Baumes, rue de la Palla, rue Henri-Senebier, ligne de chemin de fer de Paris à Vintimille (jusqu'à la liaison assurant la continuité du réseau autoroutier, route nationale 7), route de Beauvallon (route départementale 111), jusqu'à la limite territoriale de la commune de Portes-lès-Valence.

## Démographie

### Démographie avant 2015
| 1975 | 1982 | 1990   | 1999   | 2006   | 2011   | 2012   |
| ---- | ---- | ------ | ------ | ------ | ------ | ------ |
| -    | -    | 17 533 | 17 325 | 17 208 | 16 248 | 16 624 |

### Démographie depuis 2015
En 2022, le canton comptait 32 600 habitants, en évolution de +4,63 % par rapport à 2016 (Drôme : +2,64 %, France hors Mayotte : +2,11 %).
| 2013   | 2018   | 2022   |
| ------ | ------ | ------ |
| 30 282 | 32 290 | 32 600 |